# 小叶巧玲花
小叶巧玲花（学名：Syringa pubescens subsp. microphylla）为木犀科丁香属巧玲花的亚种。分布于中国大陆的宁夏、山西、陕西、湖北、河南、四川、青海、河北、甘肃等地，生长于海拔500米至3,400米的地区，见于林缘、疏林、山谷林下、山坡灌丛、山顶草地、河边以及石缝间，目前尚未由人工引种栽培。

## 别名
小叶丁香（中国高等植物图鉴） 四季丁香（甘肃） 菘萝茶（河南）